# 복자성당
복자성당은 대한민국의 대구광역시 동구 송라로 22 (신천동)에 위치한 천주교 대구대교구 제2대리구 1지역의 성당이다. 1970년 1월 1일에 설립하였다.

## 교통편
- 대구 도시철도 1호선 신천역

## 같이 보기
- 천주교 대구대교구